# King's Gold Medal for Poetry
La Medaglia d'oro del re per la poesia  (King's Gold Medal for Poetry, conosciuta come Queen's Gold Medal for Poetry quando il monarca è donna) è un riconoscimento assegnato annualmente al miglior poeta residente nel Reame del Commonwealth.
Istituito nel 1933 da Re Giorgio V dietro suggerimento del poeta John Masefield, è attribuito da un comitato di selezione presieduto da un poeta laureato.

## Albo d'oro
- 1934: Laurence Whistler
- 1937: Wystan Hugh Auden[5]
- 1940: Michael Thwaites
- 1952: Andrew Young
- 1953: Arthur Waley
- 1954: Ralph Hodgson
- 1955: Ruth Pitter
- 1956: Edmund Blunden
- 1957: Siegfried Sassoon
- 1959: Frances Cornford
- 1960: John Betjeman
- 1962: Christopher Fry
- 1963: William Plomer
- 1964: R. S. Thomas
- 1965: Philip Larkin
- 1967: Charles Causley
- 1968: Robert Graves
- 1969: Stevie Smith
- 1970: Roy Fuller
- 1971: Stephen Spender
- 1973: John Heath-Stubbs
- 1974: Ted Hughes
- 1977: Norman Nicholson
- 1981: Dennis Joseph Enright
- 1986: Norman MacCaig
- 1988: Derek Walcott
- 1989: Allen Curnow
- 1990: Sorley MacLean
- 1991: Judith Wright
- 1992: Kathleen Raine
- 1996: Peter Redgrove
- 1998: Les Murray
- 2000: Edwin Morgan
- 2001: Michael Longley
- 2002: Peter Porter
- 2003: U. A. Fanthorpe
- 2004: Hugo Williams
- 2006: Fleur Adcock
- 2007: James Fenton
- 2009: Don Paterson
- 2010: Gillian Clarke
- 2011: Jo Shapcott[6]
- 2012: John Agard
- 2013: Douglas Dunn
- 2014: Imtiaz Dharker
- 2015: Liz Lochhead[7]
- 2016: Gillian Allnutt
- 2017: Paul Muldoon[8]
- 2018: Simon Armitage
- 2019: Lorna Goodison
- 2020: David Constantine[9]
- 2021: Grace Nichols[10]
- 2022: Selima Hill[11]
- 2023: Mimi Khalvati[12]
- 2024: George Szirtes[13]